# Wereldkampioenschappen veldlopen 2023
De 44e World Athletics wereldkampioenschappen veldlopen voorheen IAAF wereldkampioenschappen veldlopen, vonden op 18 februari 2023 plaats in Bathurst, New South Wales, Australië. In december 2020 werd het evenement uitgesteld van 2021 naar 2022 vanwege de COVID-19-pandemie en Australische reisbeperkingen. Het kampioenschap werd in september 2021 opnieuw uitgesteld tot 2023 vanwege Australische reisbeperkingen. 

## Uitslagen

### Mannen senioren
| Plaats | Atleet             | Land     | Tijd (min.s) |
| ------ | ------------------ | -------- | ------------ |
| Goud   | Jacob Kiplimo      | Oeganda  | 29.17        |
| Zilver | Berihu Aregawi     | Ethiopië | 29.26        |
| Brons  | Joshua Cheptegei   | Oeganda  | 29.37        |
| 4      | Geoffrey Kamworor  | Kenia    | 29.37        |
| 5      | Kibiwott Kandie    | Kenia    | 29.57        |
| 6      | Daniel Ebenyo      | Kenia    | 30.01        |
| 7      | Sabastian Sawe     | Kenia    | 30.04        |
| 8      | Rodrigue Kwizera   | Burundi  | 30.06        |
| 9      | Hailemariyam Amare | Ethiopië | 30.10        |
| 10     | Mogos Tuemay       | Ethiopië | 30.11        |

Van de 121 aangemelde atleten zijn er 117 gestart waarvan 109 gefinisht.
| Plaats | Land                                                                     | Punten               |
| ------ | ------------------------------------------------------------------------ | -------------------- |
| Goud   | Kenia Geoffrey Kamworor Kibiwott Kandie Daniel Ebenyo Sabastian Sawe     | 4 + 5 + 6 + 7 = 22   |
| Zilver | Ethiopië Berihu Aregawi Hailemariyam Amare Mogos Tuemay Chimdessa Debele | 2 + 9 + 10 + 11 = 32 |
| Brons  | Oeganda Jacob Kiplimo Joshua Cheptegei Rogers Kibet Martin Kiprotich     | 1 + 3 + 15 + 18 = 37 |

### Mannen onder 20
| Plaats | Atleet                     | Land     | Tijd (min.s) |
| ------ | -------------------------- | -------- | ------------ |
| Goud   | Ishmael Kipkurui           | Kenia    | 24.56        |
| Zilver | Reynold Kipkorir Cheruiyot | Kenia    | 24.30        |
| Brons  | Boki Diriba                | Ethiopië | 23.31        |
| 4      | Dan Kibet                  | Oeganda  | 24.36        |
| 5      | Bereket Zeleke             | Ethiopië | 24.51        |
| 6      | Keneth Kiprop              | Oeganda  | 24.52        |
| 7      | Abel Bekele                | Ethiopië | 24.52        |
| 8      | Bereket Nega               | Ethiopië | 25.10        |
| 9      | Dennis Mutuku              | Kenia    | 25.13        |
| 10     | Daniel Kinyanjui           | Kenia    | 25.17        |

Van de 70 aangemelde atleten zijn er 69 gestart waarvan 64 gefinisht.
| Plaats | Land                                                                             | Punten                 |
| ------ | -------------------------------------------------------------------------------- | ---------------------- |
| Goud   | Kenia Ishmael Kipkurui Reynold Kipkorir Cheruiyot Dennis Mutuku Daniel Kinyanjui | 1 + 2 + 9 + 10 = 22    |
| Zilver | Ethiopië Boki Diriba Bereket Zekele Abel Bekele Bereket Nega                     | 3 + 5 + 7 + 8 = 23     |
| Brons  | Verenigde Staten Emilio Young Marco Langon Max Sannes Kole Mathison              | 16 + 19 + 21 + 25 = 81 |

### Vrouwen senioren
| Plaats | Atleet                 | Land     | Tijd (min.s) |
| ------ | ---------------------- | -------- | ------------ |
| Goud   | Beatrice Chebet        | Kenia    | 33.48        |
| Zilver | Tsigie Gebreselama     | Ethiopië | 33.56        |
| Brons  | Agnes Ngetich          | Kenia    | 34.00        |
| 4      | Grace Loibach Nawowuna | Kenia    | 34.13        |
| 5      | Fotyen Tesfay          | Ethiopië | 34.30        |
| 6      | Hawi Feysa             | Ethiopië | 34.36        |
| 7      | Prisca Chesang         | Oeganda  | 34.42        |
| 8      | Edinah Jebitok         | Kenia    | 34.45        |
| 9      | Emily Chebet           | Kenia    | 34.49        |
| 10     | Stella Chesang         | Oeganda  | 34.58        |

Van de 90 aangemelde atleten zijn er 88 gestart waarvan 84 gefinisht.
| Plaats | Land                                                                            | Punten                |
| ------ | ------------------------------------------------------------------------------- | --------------------- |
| Goud   | Kenia Beatrice Chebet Agnes Ngetich Grace Loibach Nawowuna Edinah Jebitok       | 1 + 3 + 4 + 8 = 16    |
| Zilver | Ethiopië Tsigie Gebreselama Fotyen Tesfay Hawi Feysa Gete Alemayehu             | 2 + 5 + 6 + 12 = 25   |
| Brons  | Oeganda Prisca Chesang Stella Chesang Doreen Chesang Annet Chemengich Chelengat | 7 + 10 + 11 + 13 = 41 |

### Vrouwen onder 20
| Plaats | Atleet            | Land             | Tijd (min.s) |
| ------ | ----------------- | ---------------- | ------------ |
| Goud   | Senayet Getachew  | Ethiopië         | 20.53        |
| Zilver | Medina Eisa       | Ethiopië         | 21.00        |
| Brons  | Pamela Kosgei     | Kenia            | 21.01        |
| 4      | Faith Cherotisch  | Kenia            | 21.10        |
| 5      | Lemlem Nibret     | Ethiopië         | 21.16        |
| 6      | Joyline Chepkemoi | Kenia            | 21.17        |
| 7      | Meseret Yeshaneh  | Ethiopië         | 21.27        |
| 8      | Tinebeb Asres     | Ethiopië         | 21.32        |
| 9      | Diana Chepkemo    | Kenia            | 21.40        |
| 10     | Ellie Shea        | Verenigde Staten | 21.48        |

Van de 61 aangemelde atleten zijn er 59 gestart waarvan 51 gefinisht.
| Plaats | Land                                                                  | Punten                 |
| ------ | --------------------------------------------------------------------- | ---------------------- |
| Goud   | Ethiopië Senayet Getachew Medina Eisa Lemlem Nibret Meseret Yeshaneh  | 1 + 2 + 5 + 7 = 15     |
| Zilver | Kenia Pamela Kosgei Faith Cherotich Joyline Chepkemoi Diana Chepkemoi | 3 + 4 + 6 + 9 = 22     |
| Brons  | Verenigde Staten Ellie Shea Irene Riggs Karrie Baloga Zariel Macchia  | 10 + 12 + 13 + 19 = 54 |

### Gemengde estafette
| Plaats | Land                                                                              | Punten |
| ------ | --------------------------------------------------------------------------------- | ------ |
| Goud   | Kenia Emmanuel Wanyonyi Mirriam Cherop Kyumbe Munguti Brenda Chebet               | 23.14  |
| Zilver | Ethiopië Adehana Kasay Hawi Abera Getnet Wale Birke Haylom                        | 23.21  |
| Brons  | Australië Oliver Hoare Jessica Hull Stewart McSweyn Abbey Caldwell                | 23.26  |
| 4      | Zuid-Afrika Ryan Mphahlele Prudence Sekgodiso Tshepo Tshite Caster Semenya        | 23.21  |
| 5      | Verenigde Staten Alec Basten Emma Coburn Jordan Mann Heather MacLean              | 24.21  |
| 6      | Verenigd Koninkrijk Joseph Wigfield Alexandra Bell Callum Elson Alexandra Millard | 24.39  |
| 7      | Marokko Hafid Rizqy Soukaina Hajji Abdelatif Sadiki Ikram Ouaaziz                 | 24.48  |
| 8      | Canada Matthew Beaudet Kate Current Perry Mackinnon Erin Teschuk                  | 24.55  |

Alle 15 aangemelde teams zijn gefinisht.

## Deelnemers
In totaal hadden zich 453 atleten uit 48 landen aangemeld.
- Athlete Refugee Team (4)
- Australië (38)
- Brazilië (3)
- Burundi (6)
- Canada (39)
- China (9)
- Colombia (4)
- Cookeilanden (2)
- Denemarken (2)
- Egypte (2)
- Eritrea (7)
- Estland (2)
- Ethiopië (29)
- Fiji (9)
- Frans-Polynesië (2)
- Ghana (5)
- Verenigd Koninkrijk (22)
- Guam (2)
- Hongkong (1)
- India (5)
- Japan (20)
- Kenia (30)
- Kiribati (2)
- Kirgizië (1)
- Letland (1)
- Libanon (7)
- Liberia (4)
- Marshalleilanden (1)
- Mexico (8)
- Marokko (10)
- Nieuw-Zeeland (26)
- Norfolk (1)
- Noordelijke Marianen (2)
- Pakistan (2)
- Papoea-Nieuw-Guinea (11)
- Seychellen (1)
- Singapore (3)
- Salomonseilanden (5)
- Somalië (1)
- Zuid-Afrika (27)
- Spanje (24)
- Tanzania (4)
- Oeganda (27)
- Verenigde Arabische Emiraten (2)
- Verenigde Staten (35)
- Uruguay (2)
- Venezuela (1)
- Zimbabwe (2)

1973 · 
1974 · 
1975 · 
1976 · 
1977 · 
1978 · 
1979 · 
1980 · 
1981 · 
1982 · 
1983 · 
1984 · 
1985 · 
1986 · 
1987 · 
1988 · 
1989 · 
1990 · 
1991 · 
1992 · 
1993 · 
1994 · 
1995 · 
1996 · 
1997 · 
1998 · 
1999 · 
2000 · 
2001 · 
2002 · 
2003 · 
2004 · 
2005 · 
2006 · 
2007 · 
2008 · 
2009 · 
2010 · 
2011 · 
2013 · 
2015 · 
2017 · 
2019 · 
2023 · 
2024